# Guapira opposita
A maria-faceira (Guapira opposita) é uma árvore futífera cujos frutos pretos de cabo vermelho atraem aves como o araçaripoca e a saíra-sete-cores. Seus frutos possuem alto teor de proteínas (28%), atraindo além das aves formigas Odontomachus, que carregam as sementes por até 4 metros e em torno de seus ninhos se aglomeram brotos.